# Nuoto ai campionati mondiali di nuoto 2019 - 400 metri stile libero femminili
La gara di nuoto dei 400 metri stile libero femminili dei campionati mondiali di nuoto 2019 è stata disputata il 21 luglio presso il Nambu International Aquatics Centre di Gwangju. Vi hanno preso parte 43 atlete provenienti da 37 nazioni.
La competizione è stata vinta dalla nuotatrice australiana Ariarne Titmus, mentre l'argento e il bronzo sono andati rispettivamente alle statunitensi Katie Ledecky e Leah Smith.

## Podio
| Posizione | Atleta         | Nazionalità |
| --------- | -------------- | ----------- |
| Oro       | Ariarne Titmus | Australia   |
| Argento   | Katie Ledecky  | Stati Uniti |
| Bronzo    | Leah Smith     | Stati Uniti |

## Programma
| Data           | Ora (UTC+9) | Turno    |
| -------------- | ----------- | -------- |
| 21 luglio 2019 | 11:22       | Batterie |
| 21 luglio 2019 | 20:33       | Finale   |

## Record
Prima della manifestazione il record del mondo e il record dei campionati erano i seguenti.
| Record mondiale       | 3'56"46 | Katie Ledecky Stati Uniti | 7 agosto 2016 Rio de Janeiro, Brasile |
| Record dei campionati | 3'58"34 | Katie Ledecky Stati Uniti | 23 luglio 2017 Budapest, Ungheria     |

Nel corso della competizione non sono stati migliorati.

## Risultati

### Batterie
| Pos. | Batteria | Corsia | Atleta               | Nazionalità             | Tempo   | Note |
| ---- | -------- | ------ | -------------------- | ----------------------- | ------- | ---- |
| 1    | 5        | 4      | Katie Ledecky        | Stati Uniti             | 4'01"84 | Q    |
| 2    | 4        | 4      | Ariarne Titmus       | Australia               | 4'02"42 | Q    |
| 3    | 4        | 3      | Ajna Késely          | Ungheria                | 4'03"51 | Q    |
| 4    | 4        | 5      | Wang Jianjiahe       | Cina                    | 4'03"97 | Q    |
| 5    | 5        | 5      | Leah Smith           | Stati Uniti             | 4'04"53 | Q    |
| 6    | 4        | 2      | Veronika Andrusenko  | Russia                  | 4'06"28 | Q    |
| 7    | 5        | 2      | Boglárka Kapás       | Ungheria                | 4'07"05 | Q    |
| 8    | 5        | 7      | Anna Egorova         | Russia                  | 4'07"10 | Q    |
| 9    | 5        | 3      | Li Bingjie           | Cina                    | 4'07"88 |      |
| 10   | 5        | 6      | Holly Hibbott        | Gran Bretagna           | 4'07"92 |      |
| 11   | 4        | 6      | Kiah Melverton       | Australia               | 4'09"56 |      |
| 12   | 4        | 8      | Emma O'Croinin       | Canada                  | 4'09"68 |      |
| 13   | 3        | 4      | Barbora Seemanová    | Rep. Ceca               | 4'09"73 |      |
| 14   | 3        | 3      | Marlene Kahler       | Austria                 | 4'10"49 |      |
| 15   | 4        | 7      | Mireia Belmonte      | Spagna                  | 4'10"82 |      |
| 16   | 5        | 8      | Joanna Evans         | Bahamas                 | 4'11"06 |      |
| 17   | 5        | 0      | Erika Fairweather    | Nuova Zelanda           | 4'12"30 |      |
| 18   | 5        | 9      | Valentine Dumont     | Belgio                  | 4'12"92 |      |
| 19   | 3        | 6      | Nguyễn Thị Ánh Viên  | Vietnam                 | 4'13"35 |      |
| 20   | 5        | 1      | Chihiro Igarashi     | Giappone                | 4'13"81 |      |
| 21   | 4        | 0      | Julia Hassler        | Liechtenstein           | 4'13"91 |      |
| 22   | 2        | 4      | Monique Olivier      | Lussemburgo             | 4'14"29 |      |
| 23   | 3        | 7      | Duné Coetzee         | Sudafrica               | 4'14"39 |      |
| 24   | 4        | 1      | Mackenzie Padington  | Canada                  | 4'16"06 |      |
| 25   | 2        | 6      | Laura Lahtinen       | Finlandia               | 4'16"43 |      |
| 26   | 3        | 5      | Katja Fain           | Slovenia                | 4'17"57 |      |
| 27   | 4        | 9      | Diana Durães         | Portogallo              | 4'17"87 |      |
| 28   | 3        | 0      | Gan Ching Hwee       | Singapore               | 4'17"89 |      |
| 29   | 3        | 1      | Elisbet Gámez        | Cuba                    | 4'18"19 |      |
| 30   | 2        | 5      | Natthanan Junkrajang | Thailandia              | 4'19"00 |      |
| 31   | 3        | 8      | Nicole Oliva         | Filippine               | 4'20"03 |      |
| 32   | 3        | 2      | Ryu Ji-won           | Corea del Sud           | 4'21"70 |      |
| 33   | 2        | 3      | María Álvarez        | Colombia                | 4'22"46 |      |
| 34   | 2        | 2      | Sara Pastrana        | Honduras                | 4'27"65 |      |
| 35   | 2        | 1      | Amanda Alfaro        | Costa Rica              | 4'29"91 |      |
| 36   | 1        | 3      | Talita Te Flan       | Costa d'Avorio          | 4'34"04 |      |
| 37   | 2        | 7      | Daila Ismatul        | Guatemala               | 4'34"75 |      |
| 38   | 3        | 9      | Diana Zlobina        | Kazakistan              | 4'35"38 |      |
| 39   | 2        | 9      | Tiana Rabarijaona    | Madagascar              | 4'36"73 |      |
| 40   | 2        | 0      | Danielle Treasure    | Barbados                | 4'37"22 |      |
| 41   | 2        | 8      | Raya Embury-Brown    | Isole Cayman            | 4'38"17 |      |
| 42   | 1        | 4      | Natalia Kuipers      | Isole Vergini Americane | 4'41"69 |      |
| 43   | 1        | 5      | Tinatin Kevlishvili  | Georgia                 | 4'49"73 |      |

### Finale
| Pos. | Corsia | Atleta              | Nazionalità | Tempo   | Note             |
| ---- | ------ | ------------------- | ----------- | ------- | ---------------- |
|      | 5      | Ariarne Titmus      | Australia   | 3'58"76 | Record oceaniano |
|      | 4      | Katie Ledecky       | Stati Uniti | 3'59"97 |                  |
|      | 2      | Leah Smith          | Stati Uniti | 4'01"29 |                  |
| 4    | 3      | Ajna Késely         | Ungheria    | 4'01"31 | Record nazionale |
| 5    | 6      | Wang Jianjiahe      | Cina        | 4'03"67 |                  |
| 6    | 1      | Boglárka Kapás      | Ungheria    | 4'05"36 |                  |
| 7    | 8      | Anna Egorova        | Russia      | 4'06"16 |                  |
| 8    | 7      | Veronika Andrusenko | Russia      | 4'08"60 |                  |